# Sweet Tooth (strip)
Sweet Tooth is een post-apocalyptische strip bedacht en getekend door Jeff Lemire, bekend van onder andere The Nobody en Animal Man. Het verhaal speelt zich af in Nebraska rond de hybride half hert en half mens Gus. In tegenstelling tot vooral superhelden strips is het scenario voor Sweet Tooth het platteland. Hoewel Lemire houdt van steden als New York ergert hij zich eraan dat andere plekken buiten de grote steden in strips vaak over het hoofd gezien worden. De serie plaatst zich volgens sommige in de traditie van grote namen binnen het genre van post-apocalyptische strips als The Walking Dead en Y: The Last Man.
Momenteel zijn er drie trade paperbacks uitgegeven, dit zijn respectievelijk: Out of the Woods, In Captivity en Animal Armies. 

## Plot
Out of the Woods

Na een wereldwijde epidemie worden er slechts nog kinderen geboren die een hybride zijn tussen mens en dier. Zij zijn immuun voor het onbekende virus dat miljoenen mensen het leven heeft gekost. Gus is een van deze hybrides. Hij woont samen met zijn vader in een bos. Volgens zijn vader is het bos de enige veilig overgebleven plek op aarde. Na de dood van zijn vader verlaat Gus het bos en wordt gevonden door Jepperd. Jepperd belooft hem naar 'The Preserve' te brengen, een plek met andere hybrides. Hoewel Jepperd een gewelddadige man blijkt te zijn heeft Gus er vertrouwen in dat hij een goed persoon is. Zijn vertrouwen wordt echter beschaamd als blijkt dat 'The Preserve' een militiekamp is waar wetenschappers hybride kinderen gebruiken om achter de oorzaak en de oplossing voor de epidemie te komen.
In Captivity

Jepperd heeft Gus uitgeleverd tegen het lijk van zijn vrouw Louise. Hij brengt haar terug naar hun huis en begraaft haar daar zoals hij beloofd heeft. Nu dat hij geen doel meer heeft in zijn leven en met het onafwendbare overlijden van hemzelf aan de epidemie slaat Jepperd door. Nadat hij in elkaar geslagen is en naast een boek neervalt over een karakter gelijkend aan Bambi besluit hij Gus te gaan redden.
Ondertussen in het kamp wordt er geconstateerd door een van de wetenschappers dat Gus niet geboren kan zijn. Gus heeft geen navel en zegt zelf negen jaar oud te zijn, terwijl de epidemie slechts acht jaar geleden uitbrak. De wetenschapper denkt dat Gus' vader en Gus wellicht de oorzaak zijn van de epidemie.
Animal Armies

Jepperd gaat samen met twee vrouwen, die hij ten tijde van 'Out of the Woods' van een bordeel gered had, naar het militiekamp. Onderweg stoppen zij in de stad en rekruteren zij leden van een cultus met de belofte dat zij alle hybride kinderen mogen. De militie en onderzoekers gaan naar de hut van Gus om te kijken of hij daar verwekt zou zijn door z'n vader. Gus weet ondertussen tijdelijk te ontsnappen, maar wordt snel gevonden. Tijdens een bloedig gevecht tussen de cultus en de militie ontsnapt de groep. Zij besluiten naar Alaska te reizen, op zoek naar het antwoord op de vraag waar de epidemie vandaan komt.